# Лола Банни
Лола Банни (англ. Lola Bunny) — анимационный персонаж из вселенной мультфильмов студии Warner Bros. — антропоморфная крольчиха, подруга Багза Банни.

## Личность
Лола Банни впервые появилась на экране в фильме «Космический джем» 1996 года, в котором её озвучивала Кэт Суси. По сюжету фильма Лола зарекомендовала себя как талантливая баскетболистка и стала полноценным членом сборной мультяшек в игре против злобных монстров. Показаны и особенности характера Лолы — она может быть доброжелательна и благодарна собеседнику, но не любит, когда её называют «куколкой»: тогда глаза Лолы разгораются огнём, после чего следуют физическое наказание обидчика и фраза «Не называй меня куколкой» (англ. «Don’t call me a doll»; в русском дубляже — «Не называй меня деткой»).
Лола была создана как романтический интерес Багза. Как только она появляется, Багз мгновенно влюбляется, и несколько других персонажей мужского пола глазеют на нее. На протяжении всего фильма есть подзаголовок, в котором Багз пытается завоевать её расположение. Лола отвечает Багзу взаимностью, когда один из соперников чуть не травмировал ее в баскетбольном матче, и Багз спасает её пожертвовав собой.
После выхода фильма «Космический джем» Лола регулярно появлялась в отдельных историях ежемесячного комикса Looney Tunes, издаваемым DC Comics.

#### Шоу Луни Тюнз
В 2011 году персонаж Лолы представлен в «Шоу Луни Тюнз» где в оригинале её озвучивает Кристен Уиг, в русском дубляже Нина Тобилевич, в отличие от её личности в «Космическом Джеме», изображается эксцентричной, легкомысленной, милой и жизнерадостной крольчихой, которая склонна зацикливаться на Багзе с оттенком любовного фанатизма, и зовя, приветствуя его по самой придуманному прозвищу «Бан-бан». Она целеустремлённая, но зачастую резко забывает о своих же словах. Лола в основном попадает в причудливые ситуации, либо созданные ею самой, либо в сопровождении своего друга Даффи.
Багзу, тем не менее, похоже, нравится, что она рядом, и он даже удивляется сам себе, когда объявляет себя ее парнем в эпизоде «Двойное свидание», где она помогла Даффи набраться смелости и пригласить Тину Руссо на свидание. Позже в сериале Багза и Лолу можно увидеть в нескольких эпизодах, где они проводят время друг с другом. В шоу также появляются её богатые родители Уолтер и Патрисия.
В спин-оффе формата Direct-to-video «Луни Тюнз: Кролик в бегах» представлена главной героиней с той же личностью и дизайном, что из «Шоу Луни Тюнз».

## Фильмография
- 1996 — «Космический джем» / Space Jam — Кэт Суси
- 2000 — «Кругосветное путешествие Твити» / Tweety’s High-Flying Adventure — Кэт Суси
- 2001—2006 — «Малыши Луни Тюнз» / Baby Looney Tunes — Бритт Маккиллип
- 2005—2007 — «Лунатики» / Loonatics Unleashed — Бритт Маккиллип (в этом мультсериале показана не сама Лола, а её родственница из будущего Лекси)
- 2011—2014 — «Шоу Луни Тюнз» / The Looney Tunes Show — Кристен Уиг
- 2015 — «Луни Тюнз: Кролик в бегах» / Looney Tunes: Rabbits Run — Рэйчел Рамрас
- 2015—2020 — «Кволик» / New Looney Tunes — Кэт Суси
- 2021 — «Космический джем 2: Новое поколение» / Space Jam: A New Legacy — Зендея

## Прием и наследие
С момента своего первого появления Лола быстро стала любимицей фанатов и культовым персонажем франшизы Looney Tunes. Ее часто считали анимированным секс-символом. В 2020 году она была названа «самым привлекательным мультяшным персонажем во всем мире» на основе объема глобального поиска в месяц. Шеннон Карлин из Bustle.com похвалила Лолу из «Космического Джема», назвав ее «уверенной в себе» и «талантливой». Дэн Кахан из PopDust.com написал, что на Лолу должны были «глазеть как обычные персонажи, так и зрители».
Лола из шоу Looney Tunes была хорошо принята критиками. CBR.com оценил Лолу и Багза под номером 2 в их 10 лучших романах из детских мультфильмов, заявив, что она более «живая и пресная», чем в Space Jam, и на нее «довольно мило и забавно смотреть». IGN.com похвалил персонажа, назвав ее «сумасшедшим, но очаровательным персонажем», а Кристен Уиг проделала «феноменальную работу». WhatCulture называет Лолу более интересной по сравнению с ее первым появлением, заявляя, что «Лола из этого шоу рассеянная, странная и невероятно отталкивающая, что в результате делает ее лиги более интересными и забавными». Джонатан Норт из Rotoscopers.com похвалил Лолу из того же сериала, сказав, что это «раскрыло характер Лолы намного лучше, чем ее дебют в Космическом Джеме».
В 2019 году, после первого просмотра оригинального «Космического джема», Малкольм Д. Ли, режиссер «Космического джема: Новое поколение», сказал, что он «почувствовал себя застигнутым врасплох тем, что Лола была слишком сексуализирована», и решил превратить ее в типичного персонажа современных фильмов образа «сильной женщины», заявив: «Оригинальная Лола Банни не была политкорректной... Важно отражать подлинность сильных, способных женских персонажей». Новая личность и внешний вид вызвали споры, особенно в Твиттере, поскольку фанаты жаловались, что ее внешность сделала ее менее привлекательной физически.
Автор Кевин Сэндлер сказал, что Лола Банни была создана как женский мерчендайзинговый аналог Багза Банни. Однако Лола Банни — не единственный персонаж, популярность которого растет в наше время, поскольку оригинальные товары Looney Tunes в целом приобрели ностальгическую ценность.